# Cratere Baldet (Marte)
Baldet è un cratere sulla superficie di Marte.
Il cratere è dedicato all'astronomo francese Fernand Baldet.